# Geogarypus taylori
Geogarypus taylori är en spindeldjursart som beskrevs av Harvey 1986. Geogarypus taylori ingår i släktet Geogarypus och familjen Geogarypidae. Inga underarter finns listade i Catalogue of Life.